# Jennifer Hosten
Jennifer Hosten, née le 12 mars 1948 à Saint-Georges en Grenade, est une animatrice de radio, auteure et militante grenadienne, qui fut Miss Monde 1970.

## Biographie
Jennifer Joséphine Hosten est née à Saint-Georges (Grenade). Elle avait 23 ans lorsqu’elle a remporté le concours Miss Monde en novembre 1970. Elle a étudié à Londres et a ensuite travaillé pour le service de radio de la BBC dans les Caraïbes avant de devenir hôtesse de l’air.
Elle vécut aux Bermudes jusqu’en 1973 avant de déménager en Ontario, au Canada. Elle obtient une maîtrise en sciences politiques et en relations internationales à l’Université Carleton, à Ottawa. Après avoir eu deux enfants elle fut nommée haut-commissaire de la Grenade au Canada de 1978 à 1981. En 1998, elle est nommée conseillère technique au commerce auprès de l’Organisation des États des Caraïbes orientales (OECS) et vit sur l’île de Sainte-Lucie. Plus récemment, elle a travaillé comme diplomate canadienne au haut-commissariat du Canada à Dhaka, au Bangladesh, avant de retourner s'installer dans les Caraïbes.

## Publications
- Jennifer Hosten, The Effect of a North American Free Trade Agreement on the Commonwealth Caribbean, 1992,  (ISBN 978-0773495548)
- Jennifer Hosten,Beyond Miss World, autobiography, 2008,  (ISBN 978-9768219046)
- Jennifer Hosten, Miss World 1970: The Craziest Pageant in History and the Rest of My Life, Sutherland House Incorporated, 2020

## Dans la culture populaire
Le personnage de Jennifer Hosten est interprété par Gugu Mbatha-Raw dans le film franco-britannique Miss Révolution (Misbehaviour) de 2020  qui traite de l'élection de Miss World 1970.